# صدیقین
صدیقین (به عربی: صديقين) یک منطقهٔ مسکونی در لبنان است که در شهرستان صور واقع شده‌است.